# Pegomya rutila
Pegomya rutila är en tvåvingeart som först beskrevs av Stein 1909.  Pegomya rutila ingår i släktet Pegomya och familjen blomsterflugor. Inga underarter finns listade i Catalogue of Life.